# La Haba
La Haba – gmina w Hiszpanii, w Estremadurze, w prowincji Badajoz. Zamieszkuje ją 1471 osób.